# 2032
2032 (MMXXXII) bude přestupný rok, který podle gregoriánského kalendáře začne ve čtvrtek 1. ledna. Bude to 32. rok třetího tisíciletí a 32. rok 21. století.

## Očekávané události
- 23. července – 8. srpna – XXXV. letní olympijské hry v australském Brisbane
- 13. listopadu – Přechod Merkuru[1]
- 22. prosince – Kolem Země těsně proletí (případně do ní narazí) asteroid 2024 YR4.[2]

## Výročí
- 18. března – Sté výročí od založení španělského sportovního klubu Real Zaragoza.[3]

## Fiktivní díla
Zde jsou některá fiktivní díla, které se odehrávají v roce 2032:
- Demolition Man (film)